# Conus niasensis
Espèce
Conus niasensis est une espèce fossile de mollusques gastéropodes marins de la famille des Conidae.

## Taxonomie

### Publication originale
L'espèce Conus niasensis a été décrite pour la première fois en 2022 par les malacologistes Éric Monnier (d), Fabrice Prugnaud et Loíc Limpalaër dans « Xenophora Taxonomy »,.

### Synonymes
- Conus (Pionoconus) niasensis (Monnier, Prugnaud & Limpalaër, 2022) · appellation alternative
- Pionoconus niasensis Monnier, Prugnaud & Limpalaër, 2022 · non accepté